# Veliko Kozje
Das Fauna-Flora-Habitat-Gebiet Veliko Kozje liegt auf dem Gebiet der Gemeinden Sevnica, Radeče und Laško in Slowenien und ist Teil des europäischen Schutzgebietsnetzes Natura 2000. Das 6 km² große Schutzgebiet umfasst ein Waldgebiet im Bereich der Mündung der Savinja in die Save. Das Schutzgebiet liegt dabei orographisch links von beiden Strömen um den gleichnamigen, 993 m. i. J. hohen Berg, der auch dessen höchste Erhebung darstellt. Es zeichnet sich insbesondere durch ausgedehnte Buchenwaldbestände und Kalkfelsen aus.
Das Gebiet überschneidet sich in Teilen mit dem europäischen Vogelschutzgebiet Posavsko hribovje. Es wurde im Jahr 2004 als FFH-Gebiet vorgeschlagen. 2007 erfolgte die Bestätigung als Gebiet gemeinschaftlicher Bedeutung (SCI) und 2012 die Ausweisung als Besonderes Erhaltungsgebiet (SAC).

## Schutzzweck

### Lebensraumtypen
Folgende Lebensraumtypen nach Anhang I der FFH-Richtlinie kommen im Gebiet vor; prioritäre Lebensraumtypen sind mit * gekennzeichnet:
| EU Code | * | Lebensraumtyp (offizielle Bezeichnung)                        | Fläche (ha) |
| ------- | - | ------------------------------------------------------------- | ----------- |
| 6110    | * | Lückige basophile oder Kalk-Pionierrasen (Alysso-Sedion albi) | 65,5        |
| 8210    |   | Silikatfelsen mit Felsspaltenvegetation                       | 90,4        |
| 91K0    |   | Illyrische Rotbuchenwälder (Aremonio-Fagion)                  | 395,6       |